# 诺尔提亚
诺尔提亚（英語：Nortia）。伊特鲁里亚女性神祇之一。古罗马历史学家蒂托·李维曾对其祭祀礼仪有所记述。
亦于艺术作品以及石刻铭文中得到广泛反映，影响深远。